# Bi Yuan
Bi Yuan chinois traditionnel : 畢沅 ; chinois simplifié : 毕沅, né en 1730 à Suzhou et décédé en juillet 1797 est un savant, historien et personnalité politique de la dynastie Qing, en Chine.
Il est notamment connu pour le Xu Zizhi Tongjian, une étude du Zizhi Tongjian retraçant l'histoire de la dynastie Song.